# 弦高
弦高（？—？），春秋時期鄭國商人。
鄭穆公元年（前627年，魯僖公卅二年）弦高往洛邑經商，在滑國遇見將襲擊鄭國的秦軍。
弦高基於愛國，冒充鄭國的使節，以四張熟牛皮和十二頭肥牛犒勞秦軍，慰問秦軍孟明視、西乞術、白乙丙三位將領，以示鄭國已預知秦軍來襲。同時，他又急忙派人回國向鄭穆公稟告，鄭穆公派人去探視秦國客館，發現杞子逢孫楊孫等原秦駐軍“則束載、厲兵、秣馬矣”。後來秦軍知難而退，滅了滑國（今河南偃師西南），往回撤兵。這時，援救鄭國的晉國突襲秦軍，孟明、白乙丙、西乞術等三位將領在殽之戰中伏，全軍覆沒，被晉兵所擒，但是在晉太后文嬴（秦穆公之女、晉文公之正妻）的強力干預之下，晉襄公不得已將孟明、西乞術、白乙丙等三位將領釋放。
鄭穆公要獎賞弦高，弦高婉謝，並移民至東夷。